# Hicksville (Ohio)

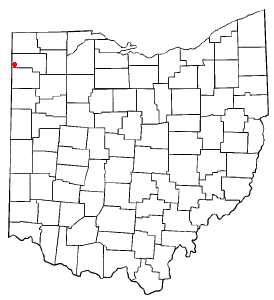
Hicksville na planie stanu Ohio

Hicksville – wieś w USA, w stanie Ohio, w hrabstwie Defiance.
Liczba mieszkańców w 2010 roku wynosiła 3 581, a w roku 2012 wynosiła 3 504.

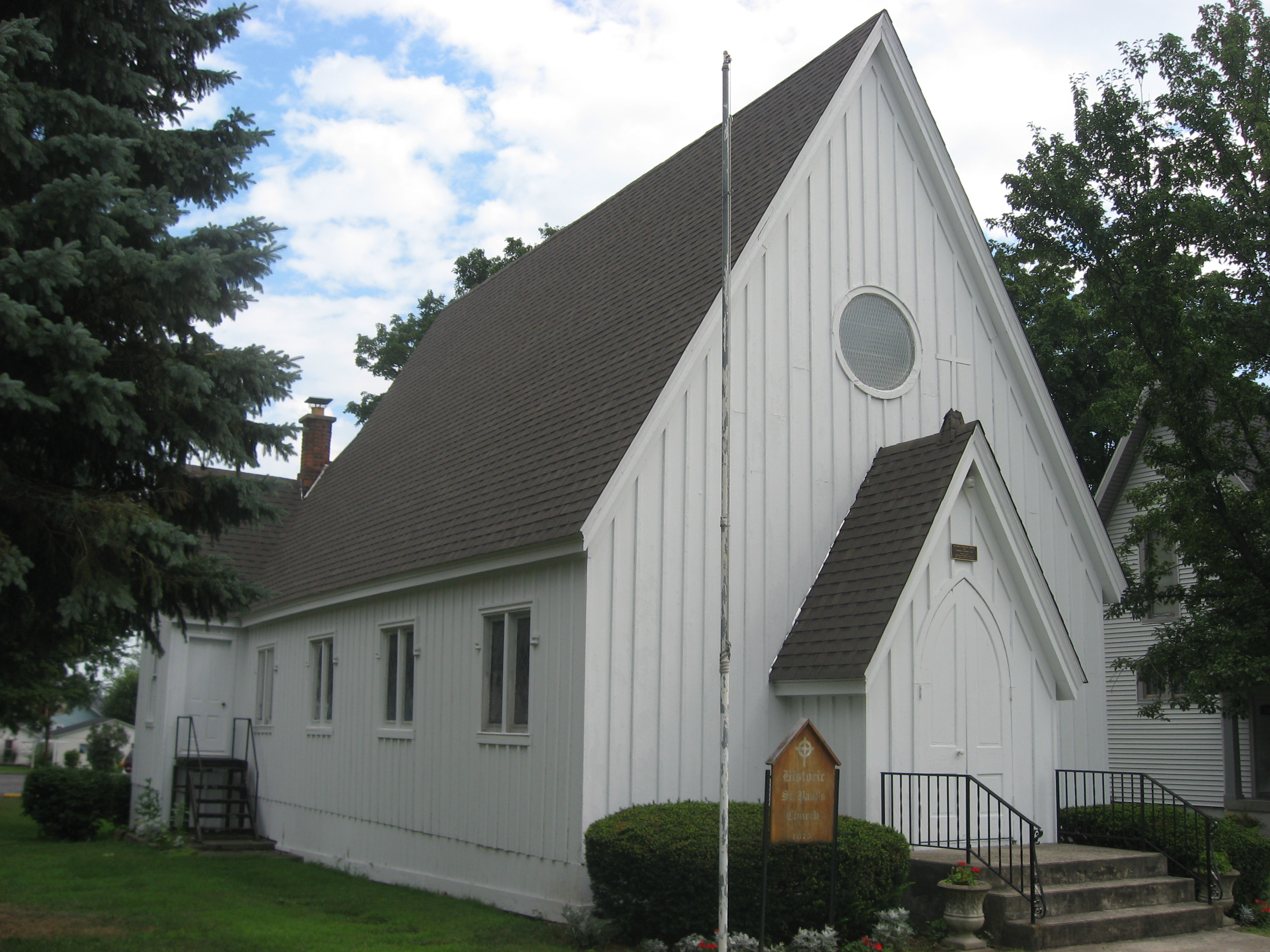
Kościół w Hicksville
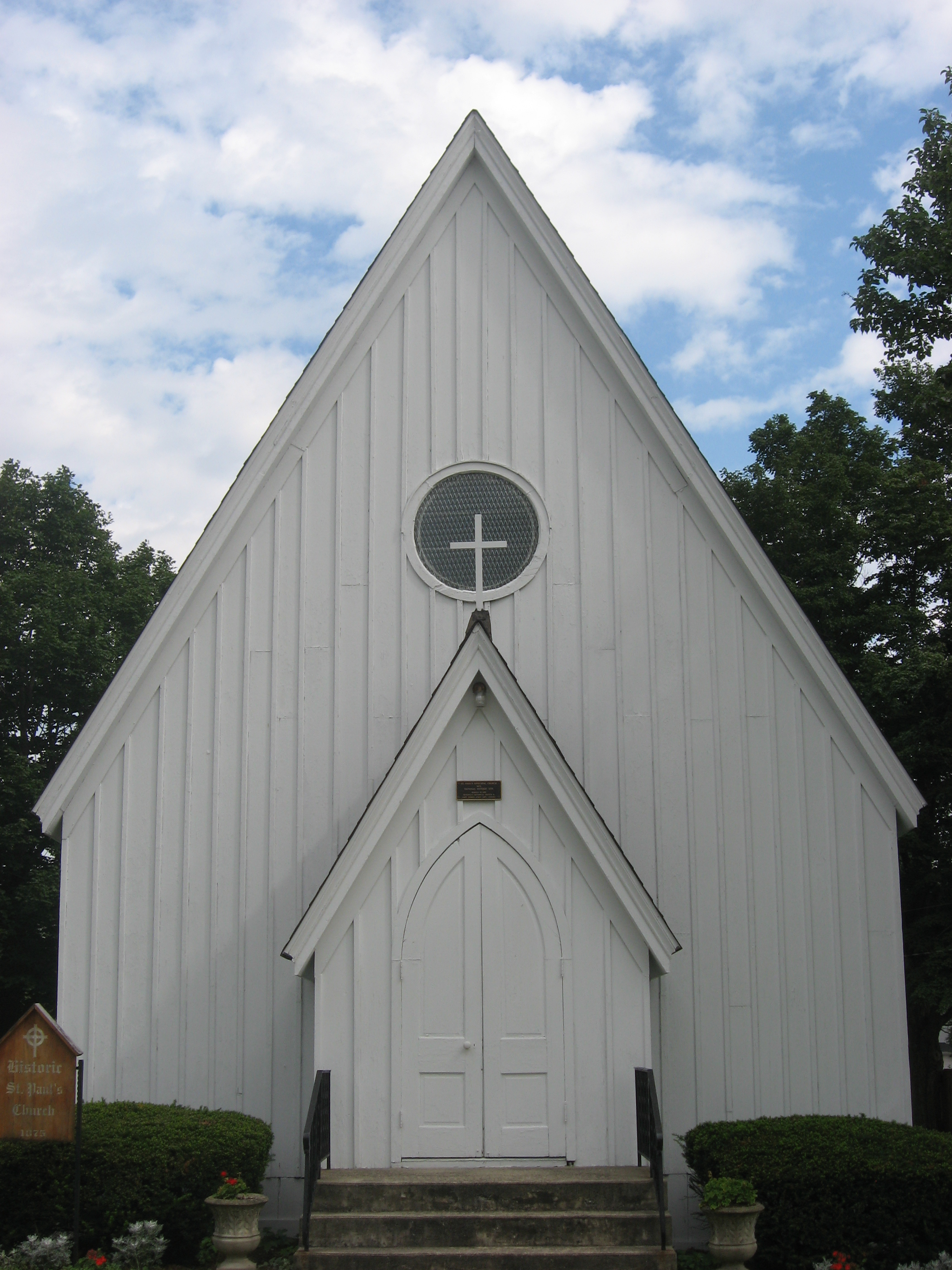
Kościół w Hicksville, od frontu
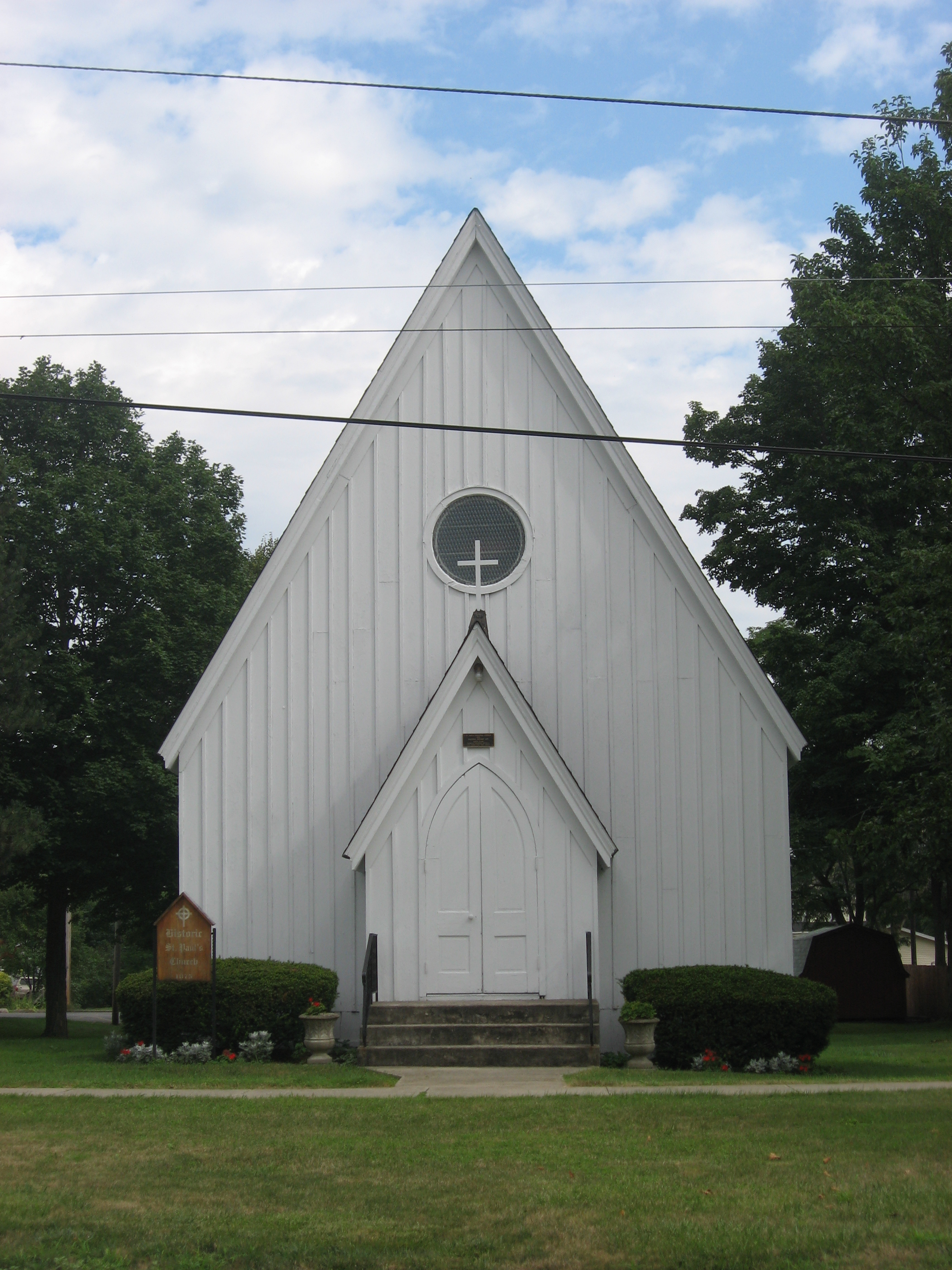
Kościół w Hicksville, od frontu